# Kościół św. Apostołów Piotra i Pawła w Oziercach
Kościół św. Apostołów Piotra i Pawła w Oziercach – kościół parafialny w Oziercach na Białorusi.

## Historia
Kościół został wybudowany w 2007 r. w miejscu zburzonego budynku gospodarczego należącego do dworu Oskierków w Oziercach.